# Trumandoktrinen
Trumandoktrinen var en udenrigspolitik bekendtgjort af præsident Harry S. Truman den 12. marts 1947 i en tale holdt til USAs Kongres. Den var en direkte konsekvens af den britiske regerings nødråb til Washington om, at man ikke længere var i stand til at sørge for, at den antikommunistiske side i den græske borgerkrig ville kunne vinde borgerkrigen. Trumandoktrinen betragtes som starten på den kolde krig.
Harry S. Trumans tale til USA's Kongres henvendte sig primært til kongressen og det amerikanske folk, men også til befolkningerne i resten af verden. Den del af talen, der henvendte sig til kongressen, handlede om at overbevise det indenrigspolitiske system om nødvendigheden af at bidrage økonomisk, politisk, og om nødvendigt militært, i lande, som var i fare for at komme under sovjetisk indflydelse. Den folkelige opbakning var nødvendig, da statslige midler skulle finansiere opretholdelsen af demokratisk valgte regeringer i udlandet. Derudover blev der sendt et signal til omverdenen om et opgør med isolationismen i Monroedoktrinen fra 1823. Trumandoktrinen blev udformet som følge af 2. verdenskrig, og blev en del af USA's inddæmningspolitik (containmentpolitikken) mod Sovjetunionen og Sovjetunionens ekspansion. USA havde tidligere ført en udenrigspolitik, hvor man blandede sig så lidt som muligt i andre landes anliggende. Efter 2. Verdenskrig fandt man det nødvendigt at ændre denne politik. 
Truman formulerede følgende: ”For at sikre nationernes fredelige og frie udvikling har USA spillet en ledende rolle i grundlæggelsen af FN.” Endvidere formulerede Truman sin: ”…støtte (til) frie folk, som yder modstand mod forsøg på undertrykkelse fra bevæbnede mindretal eller gennem pres udefra.”  USA har dermed påtaget sig et ansvar for at muliggøre og bevare nationalstaters frihed mod totalitære regimer. Afslutningsvis understregede Truman i sin tale de elendigheder totalitære regimer medfører, og at hvis USA svigtede, så ville verdensfreden og USA's velfærd blive sat på spil. USA´s kongres bevilgede derpå 300 mio. dollars til Grækenland (og 100 mio. dollars til Tyrkiet), så den græske regering kunne få massiv militær og økonomisk støtte. Dette var en direkte konsekvens af den britiske regerings nødråb til Washington om, at man ikke længere var i stand til at sørge for at den antikommunistiske side i den græske borgerkrig ville kunne vinde borgerkrigen, og undgå kommunistisk indflydelse og derved komme under sovjetisk kontrol. USA's støtte til Grækenland og Tyrkiet er den første intervention efter 2. verdenskrig, og kan dermed betragtes som starten på Den Kolde Krig. Årsagen til støtten til Tyrkiet var geopolitisk, da Tyrkiet er af strategisk betydning for stabiliteten i Mellemøsten, derudover er det forbindelsesled til de enorme olieressourcer, som findes der. 

## Baggrund

### Kennans X-artikel
I juli 1947 offentliggjorde den russiskkyndige embedsmand fra Udenrigsministeriet, George F. Kennan, en artikel i tidsskriftet Foreign Affairs under pseudonymet Mr. X.. I denne artikel skrev han, at de sovjetiske ledere var neurotiske, og at de frygtede, at kapitalismen ville omringe dem og knuse socialismen. De var således fanget i deres egen ideologi, skrev Kennan. Derfor ville de ved et hvert magttomrum forsøge at udfylde det med et kommunistisk styre. Kennan mente, at den eneste mulighed for at undgå dette var at inddæmme Sovjetunionen. Således formulerede Kennan containmentpolitikken, der blev grundlaget for Trumandoktrinen.

### Den græske borgerkrig
Efter 2. verdenskrig var der udbrudt borgerkrig i Grækenland mellem kommunisterne og de konservative kræfter i landet. Grækenland var strategisk vigtigt, da det sammen med Tyrkiet lå ved indsejlingen til Sortehavet og således en stor del af Sovjetunionens kystlinie. Tyrkiet var endvidere vigtigt, fordi det var forbindelsesland til Mellemøstens olieressourcer. Storbritannien støttede i starten de konservative i den græske borgerkrig, men i 1947 annoncerede den engelske regering, at man ikke længere havde ressourcerne til dette. Med Kennans formaninger i baghovedet besluttede den amerikanske regering at fremsætte Trumandoktrinen og at forhindre at Grækenland blev kommunistisk.